# Lucio Valerio Potito
Lucio Valerio Potito, in latino Lucius Valerius Poplicola Potitus (fl. V secolo a.C.), è stato un politico romano del V secolo a.C.

## Biografia
Lucio Valerio fu eletto console nel 449 a.C. insieme al collega Marco Orazio Barbato.
Sotto il loro consolato, dopo che nell'interregno tra l'abolizione del secondo decemvirato e la loro elezione erano già stati ripristinati il diritto d'appello e il potere dei tribuni della plebe, furono rafforzati i diritti della plebe con la promulgazione delle Leges Valeriae Horatiae che, tra gli altri diritti, stabilivano l'inviolabilità dei tribuni della plebe e le modalità delle loro elezioni, e riconoscevano valore giuridico ai plebisciti. Appio Claudio e Spurio Oppio Cornicene si suicidarono in carcere, mentre gli altri ex-decemviri vennero condannati all'esilio.
Nel frattempo, gli Equi, i Volsci e i Sabini prendono nuovamente le armi contro Roma: prima di partire per la guerra, i due consoli fanno incidere nel bronzo le leggi delle XII tavole. Mentre Marco Orazio si occupa dei Sabini, Valerio marcia contro Volsci ed Equi e schiaccia i suoi avversari, nonostante un esercito demoralizzato e sconfitto sotto i decemviri. Da parte sua Marco Orazio, dopo una prima fase piuttosto incerta, riuscì finalmente a sopraffare l'esercito sabino.
Roma poté così vantare due vittorie dei suoi eserciti consolari. Ma il Senato romano, non perdonando ai due eroi né le misure da essi adottate, né il ricorso al popolo per risolvere la crisi, si rifiutò di concedere loro il trionfo. Tuttavia, per la prima volta nella storia di Roma, i comizi tributi, ignorando la volontà del Senato, decretarono il trionfo per i due consoli.
Livio conclude dicendo: 
(Livio, Ab urbe condita, Libro III, 64, 3)